# Алтынтобе (Казыгуртский район)
Алтынтобе (каз. Алтынтөбе) — село в Казыгуртском районе Туркестанской области Казахстана. Административный центр Алтынтобинского сельского округа. Находится на реке Каржансу примерно в 27 км к северо-востоку от районного центра, села Казыгурт. Код КАТО — 514033100.

## Население
В 1999 году население села составляло 937 человек (460 мужчин и 477 женщин). По данным переписи 2009 года, в селе проживали 1194 человека (601 мужчина и 593 женщины).

## Достопримечательности
На окраине села расположено средневековое городище Алтынтобе.